# اولکساندر کاراوایف
اولکساندر کاراوایف (اوکراینی: Олександр Олександрович Караваєв؛ زادهٔ ۲ ژوئن ۱۹۹۲) یک بازیکن فوتبال زاده کشور اوکراین است.
از باشگاه‌هایی که کاراوایف در آن بازی کرده‌است می‌توان به تیم ملی فوتبال اوکراین، شاختار دونتسک، باشگاه فوتبال فنرباغچه، و باشگاه فوتبال زوریا لوهانسک اشاره کرد.